# Василис Доропулос
Василис Доропулос (на гръцки: Βασίλης Δωρόπουλος; на френски: Vassilis Doropoulos) е виден гръцки и френски скулптор.

## Биография
Роден в костурското село Четирок, на гръцки Месопотамия. В 1965 година с майка си заминава за Париж, където завърщва Националното висше училище за изящни изкуства в класовете на художника М. Тондю и на скулпторите Етиен Мартен, Коломарини и Сезар Балдачини. От 1968 година участва в много самотоятелни и колективни изложби и получава редица отличия. Член е на Дома на художниците в Париж, Професионалния съюз на скулпторите във Франция и Дома художниците в Атина и Профессионалния съюз на скулпторите на Гърция. В 2006 годината Гръцкият културен център организира в Дома на Гърция в Париж, под егидата на гръцкото посолство във Франция, изложба-ретроспектива на скулптора. В 2008 година Доропулос е сред 8-те скулптури, избрани сред 200 кандидати от цял свят, поканени от кметството на град Токамати, Япония, за участие в Третия международен Симпозиум за скулптура по камък-гранит.